# Алкенас
Алкенас или А́лкснас (лит. Alksnas; Алксна́йтис, лит. Alksnáitis; Алксня́лис, лит. Alksnẽlis) — озеро в Литве.
Озеро находится в Игналинском районе на востоке Литвы. В 3 км к югу от деревни Гинучяй. Расположено в Аукштайтийском национальном парке. Площадь озера составляет 0,92 км², площадь его водосбора — 130,9 км². Длина озера — 2,3 км, ширина — 0,9 км, длина береговой линии — 8,6 км. Расположено на высоте 138,7 метра над уровнем моря. Средняя глубина — 5,1 метра, наибольшая достигает 21,2 метра. Берега большей частью песчаные. На озере имеется три острова общей площадью 4,1 га.
Озеро питается за счёт впадающих в него малых рек. Соединено протоками с озёрами Линкмянас с севера и Укояс с запада. На южном берегу — село Анталксне.